# Имамура, Такэси
Такэси Имамура (яп. 今村武志 3 февраля 1880, Мияги префектура Мияги — 6 августа 1960, ) — японский политический и государственный деятель. Тринадцатый губернатор префектуры Карафуто.
Такэси Имамура родился в 1880 году. Окончил Токийский университет. Позднее получил дополнительное образование в Университета Тохоку. С 11 августа 1925 года по 29 марта 1928 года занимал должность губернатора провинций Кокайдо Генерал-губернаторства Корея. Являлся членом комитета по составлению корейской истории.
5 июля 1932 года Имамура был назначен на должность губернатора префектуры Карафуто. 7 мая 1938 года Имамура был освобожден от должности губернатора Карафуто.
С 23 сентября 1942 года по 14 мая 1946 года Имамура занимал должность мэра города Сендай.
Умер Такэси Имамура 6 августа 1960 года, его могила находится на кладбище Тама в городе Футю префектуры Токио.